# Walk on Water (Milk Inc.)
Walk on Water is een Engelstalige single van de Belgische groep Milk Inc. uit 2000.

## Achtergrond
Het was de eerste nummer 1 van de groep in Vlaanderen. Desi gke bereikte de nummer 1 positie in zowel de Vlaanse Ultratop 50 als de Vlaamse Radio 2 Top 30. In Wallonië werd géén notering behaald.
In Nederland was het de  eerste hit voor de groep, waar de single de 3e positie behaalde in de publieke hitlijst; toentertijd de Mega Top 100 op Radio 3FM en piekte op de 2e positie in de Nederlandse Top 40 op destijds Radio 538.
Het tweede nummer op de single was een remix van Peter Luts. Het nummer verscheen op het album Land of the living uit 2000.

## Hitnoteringen
Walk on water kwam in april 2000 op de 36e plaats binnen in de Vlaamse Ultratop 50. De single steeg in de weken daarna door naar de nummer 1-positie, die werd bereikt op 3 juni en waar deze twee weken bleef staan. In totaal stond de single twintig weken in de Ultratop 50. Het was een van de twintig meest verkochte singles van 2000.

### Vlaamse Ultratop 50
| "Walk on water" in de Vlaamse Ultratop 50 - binnen: 15-04-2000 | "Walk on water" in de Vlaamse Ultratop 50 - binnen: 15-04-2000 | "Walk on water" in de Vlaamse Ultratop 50 - binnen: 15-04-2000 | "Walk on water" in de Vlaamse Ultratop 50 - binnen: 15-04-2000 | "Walk on water" in de Vlaamse Ultratop 50 - binnen: 15-04-2000 | "Walk on water" in de Vlaamse Ultratop 50 - binnen: 15-04-2000 | "Walk on water" in de Vlaamse Ultratop 50 - binnen: 15-04-2000 | "Walk on water" in de Vlaamse Ultratop 50 - binnen: 15-04-2000 | "Walk on water" in de Vlaamse Ultratop 50 - binnen: 15-04-2000 | "Walk on water" in de Vlaamse Ultratop 50 - binnen: 15-04-2000 | "Walk on water" in de Vlaamse Ultratop 50 - binnen: 15-04-2000 | "Walk on water" in de Vlaamse Ultratop 50 - binnen: 15-04-2000 | "Walk on water" in de Vlaamse Ultratop 50 - binnen: 15-04-2000 | "Walk on water" in de Vlaamse Ultratop 50 - binnen: 15-04-2000 | "Walk on water" in de Vlaamse Ultratop 50 - binnen: 15-04-2000 | "Walk on water" in de Vlaamse Ultratop 50 - binnen: 15-04-2000 | "Walk on water" in de Vlaamse Ultratop 50 - binnen: 15-04-2000 | "Walk on water" in de Vlaamse Ultratop 50 - binnen: 15-04-2000 | "Walk on water" in de Vlaamse Ultratop 50 - binnen: 15-04-2000 | "Walk on water" in de Vlaamse Ultratop 50 - binnen: 15-04-2000 | "Walk on water" in de Vlaamse Ultratop 50 - binnen: 15-04-2000 | "Walk on water" in de Vlaamse Ultratop 50 - binnen: 15-04-2000 |
| Week                                                           | 1                                                              | 2                                                              | 3                                                              | 4                                                              | 5                                                              | 6                                                              | 7                                                              | 8                                                              | 9                                                              | 10                                                             | 11                                                             | 12                                                             | 13                                                             | 14                                                             | 15                                                             | 16                                                             | 17                                                             | 18                                                             | 19                                                             | 20                                                             |                                                                |
| -------------------------------------------------------------- | -------------------------------------------------------------- | -------------------------------------------------------------- | -------------------------------------------------------------- | -------------------------------------------------------------- | -------------------------------------------------------------- | -------------------------------------------------------------- | -------------------------------------------------------------- | -------------------------------------------------------------- | -------------------------------------------------------------- | -------------------------------------------------------------- | -------------------------------------------------------------- | -------------------------------------------------------------- | -------------------------------------------------------------- | -------------------------------------------------------------- | -------------------------------------------------------------- | -------------------------------------------------------------- | -------------------------------------------------------------- | -------------------------------------------------------------- | -------------------------------------------------------------- | -------------------------------------------------------------- | -------------------------------------------------------------- |
| Nummer                                                         | 36                                                             | 6                                                              | 3                                                              | 2                                                              | 2                                                              | 2                                                              | 1                                                              | 1                                                              | 3                                                              | 3                                                              | 3                                                              | 5                                                              | 6                                                              | 10                                                             | 11                                                             | 13                                                             | 27                                                             | 27                                                             | 32                                                             | 40                                                             | uit                                                            |

### Mega Top 100
| Walk on water in de Mega Top 100 - binnen: 05-08-2000 | Walk on water in de Mega Top 100 - binnen: 05-08-2000 | Walk on water in de Mega Top 100 - binnen: 05-08-2000 | Walk on water in de Mega Top 100 - binnen: 05-08-2000 | Walk on water in de Mega Top 100 - binnen: 05-08-2000 | Walk on water in de Mega Top 100 - binnen: 05-08-2000 | Walk on water in de Mega Top 100 - binnen: 05-08-2000 | Walk on water in de Mega Top 100 - binnen: 05-08-2000 | Walk on water in de Mega Top 100 - binnen: 05-08-2000 | Walk on water in de Mega Top 100 - binnen: 05-08-2000 | Walk on water in de Mega Top 100 - binnen: 05-08-2000 | Walk on water in de Mega Top 100 - binnen: 05-08-2000 | Walk on water in de Mega Top 100 - binnen: 05-08-2000 | Walk on water in de Mega Top 100 - binnen: 05-08-2000 | Walk on water in de Mega Top 100 - binnen: 05-08-2000 | Walk on water in de Mega Top 100 - binnen: 05-08-2000 | Walk on water in de Mega Top 100 - binnen: 05-08-2000 | Walk on water in de Mega Top 100 - binnen: 05-08-2000 | Walk on water in de Mega Top 100 - binnen: 05-08-2000 | Walk on water in de Mega Top 100 - binnen: 05-08-2000 | Walk on water in de Mega Top 100 - binnen: 05-08-2000 | Walk on water in de Mega Top 100 - binnen: 05-08-2000 | Walk on water in de Mega Top 100 - binnen: 05-08-2000 | Walk on water in de Mega Top 100 - binnen: 05-08-2000 | Walk on water in de Mega Top 100 - binnen: 05-08-2000 | Walk on water in de Mega Top 100 - binnen: 05-08-2000 | Walk on water in de Mega Top 100 - binnen: 05-08-2000 | Walk on water in de Mega Top 100 - binnen: 05-08-2000 | Walk on water in de Mega Top 100 - binnen: 05-08-2000 | Walk on water in de Mega Top 100 - binnen: 05-08-2000 | Walk on water in de Mega Top 100 - binnen: 05-08-2000 |
| Week                                                  | 1                                                     | 2                                                     | 3                                                     | 4                                                     | 5                                                     | 6                                                     | 7                                                     | 8                                                     | 9                                                     | 10                                                    | 11                                                    | 12                                                    | 13                                                    | 14                                                    | 15                                                    | 16                                                    | 17                                                    | 18                                                    | 19                                                    | 20                                                    | 21                                                    | 22                                                    | 23                                                    | 34                                                    | 25                                                    | 26                                                    | 27                                                    | 28                                                    | 29                                                    |                                                       |
| ----------------------------------------------------- | ----------------------------------------------------- | ----------------------------------------------------- | ----------------------------------------------------- | ----------------------------------------------------- | ----------------------------------------------------- | ----------------------------------------------------- | ----------------------------------------------------- | ----------------------------------------------------- | ----------------------------------------------------- | ----------------------------------------------------- | ----------------------------------------------------- | ----------------------------------------------------- | ----------------------------------------------------- | ----------------------------------------------------- | ----------------------------------------------------- | ----------------------------------------------------- | ----------------------------------------------------- | ----------------------------------------------------- | ----------------------------------------------------- | ----------------------------------------------------- | ----------------------------------------------------- | ----------------------------------------------------- | ----------------------------------------------------- | ----------------------------------------------------- | ----------------------------------------------------- | ----------------------------------------------------- | ----------------------------------------------------- | ----------------------------------------------------- | ----------------------------------------------------- | ----------------------------------------------------- |
| Nummer                                                | 96                                                    | 65                                                    | 52                                                    | 47                                                    | 38                                                    | 29                                                    | 30                                                    | 17                                                    | 13                                                    | 7                                                     | 5                                                     | 4                                                     | 4                                                     | 4                                                     | 4                                                     | 3                                                     | 7                                                     | 7                                                     | 10                                                    | 13                                                    | 15                                                    | 17                                                    | 19                                                    | 30                                                    | 36                                                    | 55                                                    | 73                                                    | 75                                                    | 82                                                    | uit                                                   |

## Meewerkende artiesten
Producer: 
- Filip Vandueren
- Regi Penxten

Muzikanten:
- Karen Boelaerts (zang)
- Linda Mertens (playback)
- Jon Miles Jr. (basgitaar)
- Regi Penxten (klavier)
- Peter Luts (remix)